# Elleore
Le Royaume d'Elleore est une micronation située sur l'île d'Elleore dans le fjord de Roskilde, au nord de Roskilde, au Danemark.

## Géographie et démographie
L'île est estimée à environ 15 000 m2. Elleore est inoccupé sauf pendant une semaine, lors de la réunion annuelle en présence de dizaines de ses « citoyens », connue sous le nom d'Elleuge signifiant en français « semaine d'Elle » en référence à son occupation.

## Histoire
L'île est achetée en 1944 par des professeurs d'école de Copenhague pour y établir un camp de vacances. Ils proclament ironiquement l'indépendance de l'île en un royaume, parodie légère du gouvernement et des traditions royales du Danemark. Le royaume déclare que son ascendance vient d'une « société monastique de moines irlandais qui sont arrivés au milieu du Xe siècle »,.
De nombreuses traditions propres au royaume ont été créées au cours des décennies suivantes, comme l'interdiction du roman Robinson Crusoé et l'utilisation d'une « heure d'Elleore », qui est en décalage de 12 minutes en retard à celle du Danemark. Beaucoup de noms de lieux sur l'île, « le gouvernement » du royaume et les titres pris en charge par sa « noblesse » sont des parodies des équivalents danois.
Le royaume émet plusieurs timbres et pièces de monnaie.

### Listes des monarques d'Elleore
L'intronisation solennelle du monarque régnant a lieu durant la semaine d'occupation annuelle. Les monarques sont :
- Erik I (1945-1949)
- Leo I den Lille (1949-1960)
- Erik II den Storartede (1961-1972)
- Leo II den Folkekære (1972-1983)
- Leodora den Dydige (1983-2003)
- Leo III (2003- )

## Elleore dans la culture
En mars 2015, le chanteur français Dominique A, inspiré par la symbolique originale de cette micro-nation ainsi que par la sonorité de son appellation, décide d'intituler son album Éléor du nom – après déformation orthographique – du royaume d'Elleore bien qu'il ne s'y soit jamais rendu,.